# Buenas villas

Escudo de los reyes de Navarra en los años 1328-1425, en que se institucionalizan las Cortes de Navarra.

Buenas villas, o Universidades que también es otra forma frecuentemente utilizada, era el título de las poblaciones del Reino de Navarra que tenían asiento en las Cortes del Reino. La Gran enciclopedia de Navarra más precisamente dice:

Las villas dotadas por concesión regia del privilegio o fuero de franquicia, burgos, poblaciones, pueblas, villas francas, se denominaron en Navarra buenas villas.

Llegaron «hasta cuarenta en algún momento». Todas ellas, y algunas otras, aunque no tuvieron ese derecho, continúan disfrutando del título de villa. El vocablo es de origen francés, bonne ville, apareciendo avanzado el siglo XIII en la documentación regia navarra «para referirse a un conjunto de localidades reunidas en defensa de intereses diversos.»

## Las villas en la Edad Media

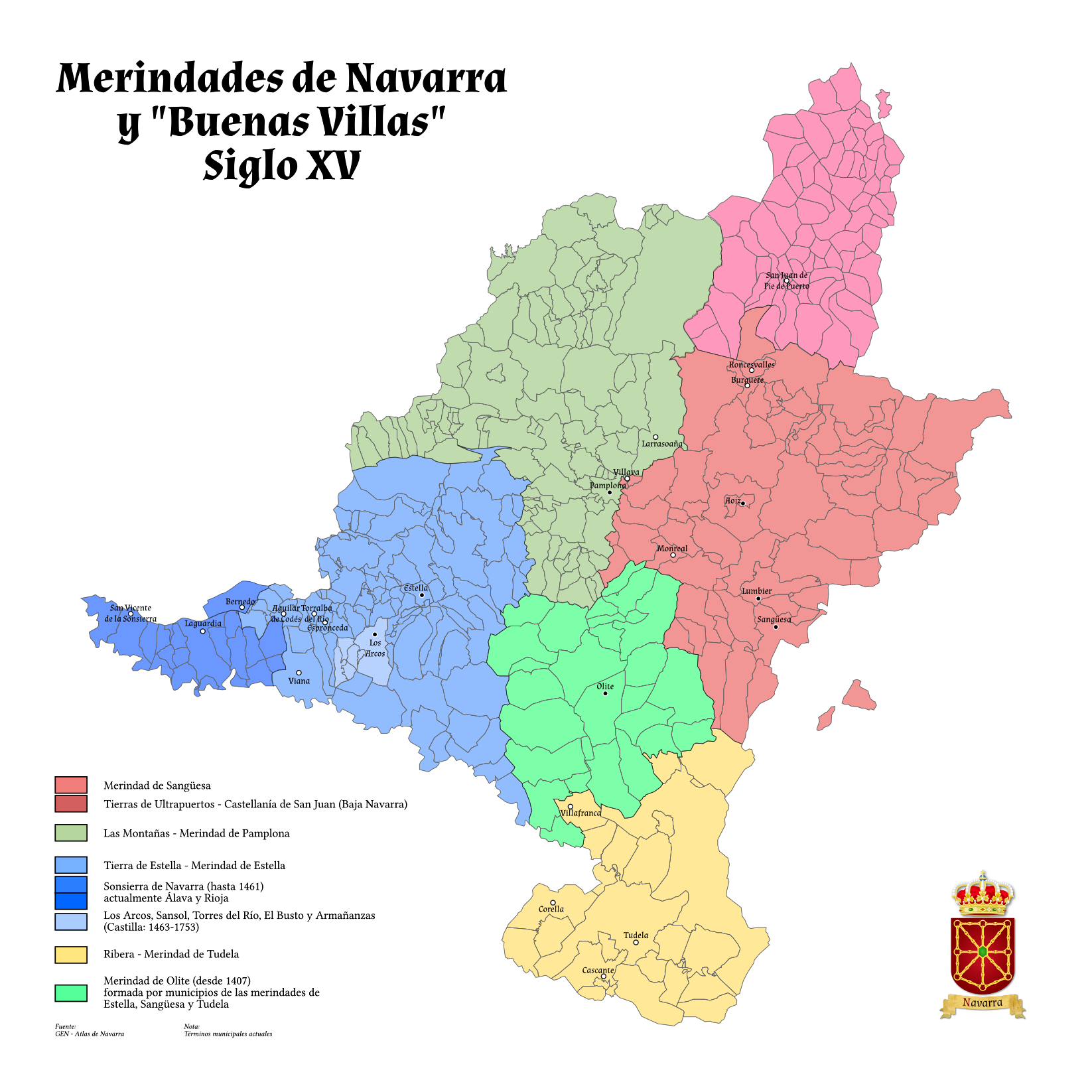
Mapa de la distribución de Navarra por merindades indicando las Buenas villas con derecho asiento en Cortes

Durante la Edad Media tenían el título de villa poblaciones campesinas cuyas casas se concentraban en un espacio con unos límites conocidos; habitualmente eran de titularidad señorial. De hecho se denominaban villanos, particularmente en el siglo XIII, a los campesinos que dependían con su casa y los campos que labraban, del rey, un noble, o un establecimiento eclesiástico; llamados también pecheros, por el impuesto que debían pagar a su señor. 
La primera mención documentada de las buenas villas navarras se encuentra en el pacto de prohijamiento entre Sancho VII el Fuerte y Jaime I de Aragón que había sido ratificado por dos representaciones de sendos reinos formadas por ricoshombres y hombres de buenas villas. En el caso de Navarra fueron doce y seis respectivamente. Volvieron a estar presentes en la Cort de 1245 dejando claro que las seis buenas villas eran burgos de francos o ruanos (omes de rua), es decir, el Burgo de San Cernin (Pamplona), Estella, Sangüesa, Olite, Los Arcos y Puente la Reina. Teobaldo II en 1253 vuelve a escoger un representante de cada una de ella para que ejercieran de jueces y solventaran las quejas de los francos de este reino.
Tras la muerte del rey Enrique I de Navarra, se implanta en el trono la casa de Francia y se tuvo que elegir un gobernador del reino. En la convocatoria del 27 de agosto de 1274, su esposa, la regente Blanca, vuelve a citar a los ricoshombres, caballeros y hombres de la buenas villas. La reunión, precedente de lo que serían las Cortes de Navarra, tenía como objeto resolver la situación producida por la menoría de edad de su hija Juana, a quien correspondía reinar en Navarra y Champaña tras la muerte de su padre el rey Enrique. En esa reunión, con acuerdo de todos los asistentes, se nombró un gobernador del Reino, que juró la obervancia de los fueros; asístieron a ese sesión representantes de Pamplona, Estella, Olite, Sangüesa, Puente la Reina, Los Arcos, Viana, Laguardía, Roncesvalles, San Juan Pie de Puerto y Tudela; a ellos se refiere también este documento como «buenos hombres de las villas»
En realidad la muerte del rey recrudeció la crisis que atravesaba el reino de Navarra, puesto de manifiesto en las Juntas de Infanzones de Obanos, y que también daría lugar dio a la asociación de las buenas villas en una hermandad que, renovada sucesivamente, se combinó con las asambleas de ricoshombres, caballeros e infanzones que desempeñaron importante papel en las crisis dinásticas del periodo 1274-1328, y fue agrupando a otros centros francos como San Vicente, Villafranca, Monreal, Lumbier, Larrasoaña, Villava, Aguilar, Bernedo, Torralba, Espronceda, Lanz, al tiempo que orillaba a las villas pecheras realengo que habían intentado sumarse a las juntas políticas. Todas ellas más Tudela formaron el brazo de las universidades de las Cortes de Navarra.

## Representación de lasbuenas villasen las Cortes de Navarra
Tras el juramento como rey de Felipe III, de Evreux, el 5 de marzo de 1329, los monarcas navarros encauzaron las juntas y reuniones que venían celebrándose entre ricoshombres, infanzones y representantes de las buenas villas, a través de la Cort general, articuladas en los Tres Estados la nobleza o brazo militar, el estado eclesiástico o de los prelados; y las universidades o buenas villas. En este último estado contaban representación las villas que disponían de franquicia: a ellas acudían los procuradores de la buenas villas: el burgo de San Cernin, la población de San Nicolás y la Navarrería, Estella, Tudela, Sangüesa, Olite, Puente la Reina, Los Arcos, Viana, Laguardia, San Vicente de la Sonsierra, San Juan de Pie de Puerto, Burguete, Monreal, Lumbier, Larrasoaña, Villava y, ocasionalmente, Aguilar, Bernedo, Torralba, Espronceda y Lanz.
En la segunda mitad del siglo XIV, determinados documentos fiscales aplican la denominación de buenas villas a poblaciones que no tenían tal condición jurídica ni consta que fueran llamadas a las Cortes (Echarri-Aranaz, Huarte-Araquil, Lesaca, Lacunza, Vera, Maya, Azuelo, Zúñiga, Cabredo, Desojo, Labraza y Genevilla)
En 1423, Carlos III concedió la categoría de buena villa a dos núcleos de señorío realengo: Tafalla y Artajona. Tanto Juan II como el príncipe Carlos de Viana otorgaron durante la guerra civil (1451-1464) a diferentes poblaciones el rango de buena villa con objeto de premiar fidelidades o atraer adhesiones. Así ocurrió con Torralba (1456), Huarte Araquil (1461) y Mendigorría (1463). Pero durante esta guerra civil, en 1461 y 1463, Enrique IV de Castilla conquistó la Sonsierra de Navarra y Los Arcos; de este modo la Sonsierra de Navarra, y con ella las buenas villas de Bernedo, Laguardia y San Vicente de la Sonsierra, fueron perdidas definitivamente por Navarra, y en consecuencia esas villas dejaron de ser llamadas a Cortes. Lo mismo sucedió con Los Arcos, hasta su reintegración al Reino de Navarra en 1753.
Concluida la guerra civil, Juan II otorgó la condición de buena villa a Cáseda (1468), Corella (1471) y Aoiz (1479); y los reyes Catalina y Juan III le concedieron ese mismo título a a algunas villas confiscadas al conde de Lerín: Lerín y Larraga (1507) y Miranda de Arga (1512).

## Las Cortes tras la incorporación del reino a la corona de Castilla
Tras la conquista de Navarra por las tropas de duque de Alba, se celebró una reunión de los tres brazos de las Cortes, el 23 de marzo de 1513, en los que se juró como rey de Navarra a Fernando el Católico. En los Anales del Reino se transcribe el acta de este juramento; en ella, se relacionan los procuradores presentes y entre ellos los que juran por el brazo de las universidades, con los nombres de los que representan a las ciudades de Pamplona, Estella y Tudela, y de las villas de Sangüesa, Puente la Reina, Viana, Monreal, Tafalla, Villafranca, Corella, Mendigorría, Caseda, Urroz, Aoiz, Miranda, San Juan de Pie del Puerto, que está sentado en el brazo eclesiástico, y Lumbier, sentado en el brazo militar. 
Muestra esta relación una de las constantes de las convocatorias a Cortes que fueron las disputas sobre las precedencias, que en este caso se pone de manifiesto en que los representantes de San Juan de Pie de Puerto y los de Lumbier, antes de aceptar el puesto que se le quiere asignar, prefieren sentarse junto a uno de los otros brazos, en los que por su carácter personal podían ser aceptados. Por otra parte la nómina de las villas llamadas a Cortes no se mantuvo constante a lo largo de la historia del Reino de Navarra, menos aún en los siglos que siguieron a la incorporación del reino a la Corona de Castilla. Así, entre 1513 y 1572, se incluyeron en el llamamiento a Cortes a algunas villas que alegaban haber tenido asiento en la Edad Media; de este modo comenzaron a ser llamadas a Cortes Urroz, Santesteban, Echarri Aranaz, Lesaca, Zúñiga, Valtierra, Espronceda, Villava, Lacunza, Aibar y Cascante. Posteriormente, obtuvieron este privilegio Cintruénigo en 1572, Arguedas en 1608, Echalar en 1630 y Milagro en 1687. Tras su reintegración en Navarra en 1753 Los Arcos quedó de nuevo incorporada a las Cortes navarras.
Considerando estos cambios resulta de interés la información que recoge Yanguas y Miranda en el Diccionario de Antigüedades del Reino de Navarra con referencia a los documentos conservados en el Archivo General de Reino de Navarra. En concreto en este texto se puede consultar la relación de las personas y comunidades que fueron llamados a Cortes en 1525 y en las últimas Cortes de Navarra, celebradas en 1829. A continuación se transcriben las poblaciones que eran llamadas esos años en representación de las Universidades; como consta en la relación de 1525, algunas de esas poblaciones en esa fecha tenían el título de ciudad; Pamplona, siempre lo tuvo; Estella y Tudela lo habían adquirido ya para esa fecha. 
| Pamplona             | Estella | Tudela         | Sangüesa    | Olite   | Los Arcos | Viana          |
| Puente la Reina      | Tafalla | Lumbier        | Cáseda      | Monreal | Aoiz      | Urroz          |
| Villafranca          | Corella | Cascante       | Mendigorria | Lacunza | Goizueta  | Huarte-Araquil |
| Santesteban de Lerín | Lesaca  | Echarri-Aranaz | Torralba    | Aguilar | Estuñiga  | Valtierra      |

En total 28 poblaciones tuvieron asientos en Cortes en esa llamada, algunas menos que en las últimas Cortes celebradas en Navarra (1828-29), en la que tomaron asiento representantes de diez poblaciones más, en total 38.
| Pamplona        | Estella     | Tudela    | Corella    | Sangüesa    | Olite       | Lumbier        |
| Puente la Reina | Los Arcos   | Viana     | Aoiz       | Monreal     | Tafalla     | Villafranca    |
| Huarte-Araquil  | Mendigorria | Cascante  | Torralba   | Cáseda      | Aguilar     | Echarri-Aranaz |
| Lacunza         | Espronceda  | Valtierra | Larrasoaña | Lesaca      | Santesteban | Urroz          |
| Aibar           | Villava     | Zúñiga    | Cascante   | Cintruénigo | Miranda     | Arguedas       |
| Goizueta        | Echalar     | Artajona  | Milagro    |             |             |                |

## Ciudades, villas y lugares
Desde el inicio de las Cortes de Navarra, varias de las buenas villas obtuvieron el título de ciudad. Sancho VI el Sabio había concedido ese título a la Navarrería en 1187. Concesión que se aplicó a Pamplona tras el Privilegio de la Unión concedido por Carlos III el Noble en 1423 a los tres burgos que la formaban: la Navarrería, el burgo de San Cernin, y la Población de San Nicolás. Tudela también había conseguido ese título en 1390 de Carlos III. Estella, de hecho o de derecho, gozaba del título hacia 1472-1484. Olite, Corella y Viana compraron ese título al rey Felipe IV en 1630; y años después, del mismo modo, lo adquirió Cascante (1633) y Tafalla (1636); finalmente Sangüesa lo recibió en 1665.
Aunque el llamamiento a cortes de las buenas villas está relacionado con el hecho de ser sus vecinos hombres libres, no pecheros, no todas las poblaciones que tenían esta condición fueron llamadas a Cortes, y en la mayoría de los casos tampoco lo intentaron. Una buena muestra de esta situación lo proporcionan las poblaciones de los valles pirenaicos que había conseguidos de los reyes la condición de hidalguía para todos sus vecinos (Baztán, Aézcoa, Salazar y Roncal). Tanto en el valle del Roncal como en el de Salazar todas las poblaciones gozaban del título de villa, lo que muestra que no todas las villas del Reino tuvieron la consideración de buena villa. Otro ejemplo de villas de esta situación son las cuatro poblaciones del partido de Los Arcos (El Busto, Torres del Río, Sansol y Armañanzas), que junto con los Arcos se reincorporaron a Navarra en 1753, aunque solo esta última villa fue llamada a Cortes, recuperando el derecho que tuvo antes de su conquista por Castilla. Por distintos motivos a otras poblaciones se les concedió el título de villa, o lo utilizaron pacificamente, sin unirlo a su llamamiento a Cortes. 
El censo de Floridablanca (1787), señala para cada población si tiene la condición de ciudad, villa o simplemente de lugar, que son las mayoría de los núcleos de población que se censa, aunque los más reducidos son calificados como caserios o granjas.
|          |
| Pamplona |

|        |
| Tudela |

|         |
| Estella |

|       |
| Olite |

|         |
| Corella |

|       |
| Viana |

|          |
| Cascante |

|         |
| Tafalla |

|          |
| Sangüesa |